# 堺田車站
堺田車站 （日语：／ Sakaida eki */?）是由東日本旅客鐵道所經營的鐵路車站，位於日本山形縣最上郡最上町。本站是JR東日本陸羽東線沿線的無人車站，位於JR東日本仙台支社的管轄範圍內，並由新庄車站負責管理。

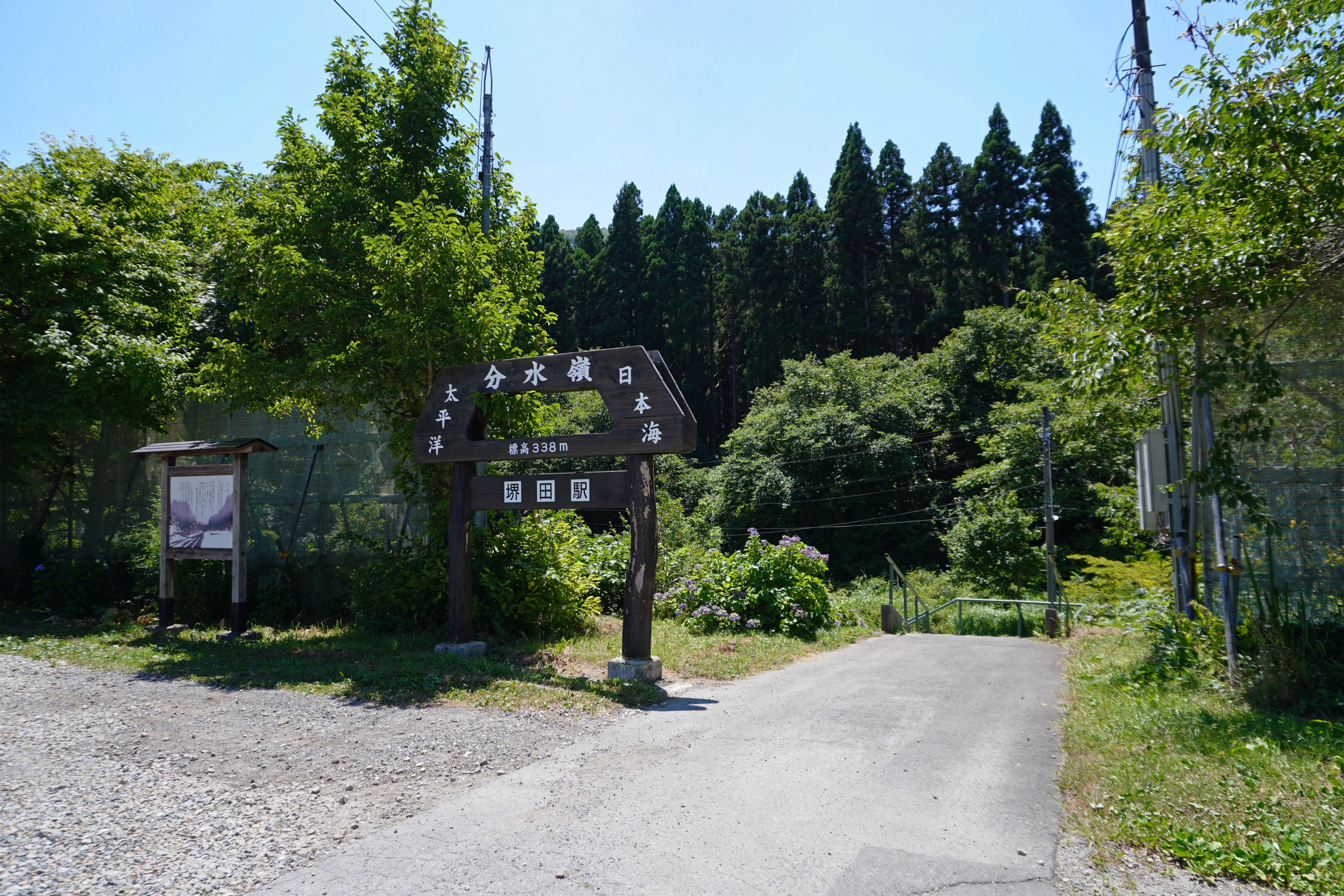
車站入口與分水嶺的告示牌（2023年7月）

## 車站結構

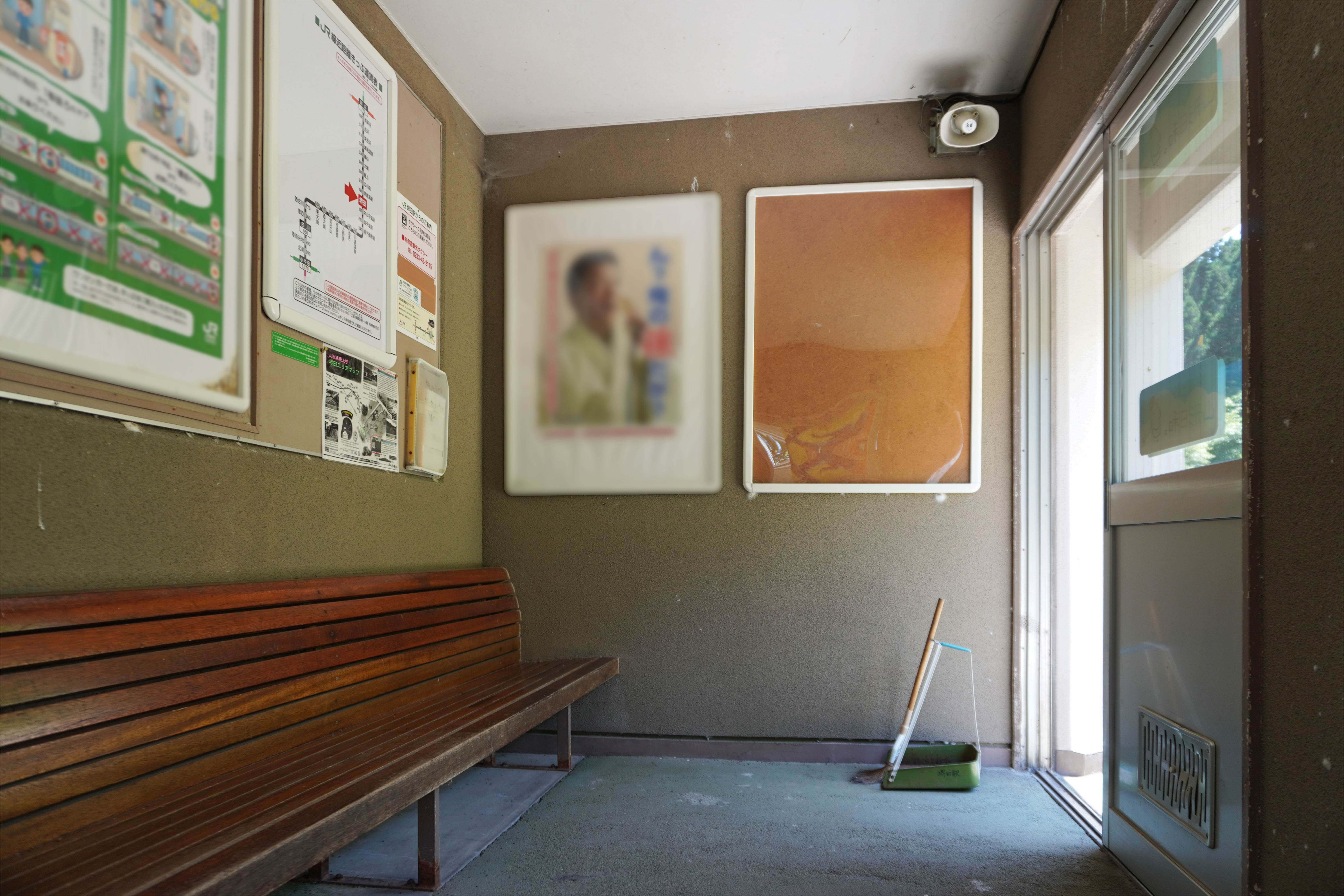
候車室內（2023年7月）

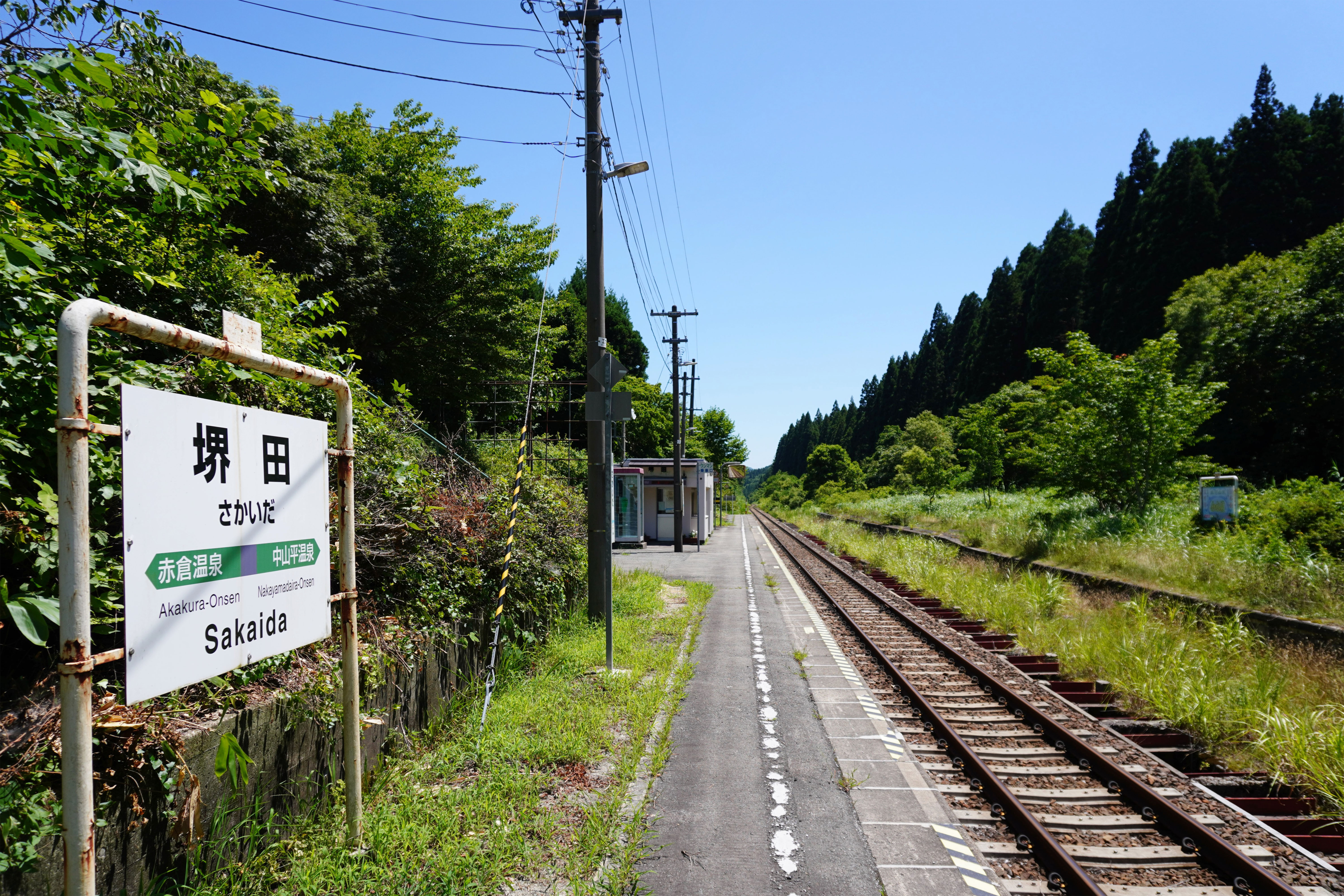
月台（2023年7月）

此站是僅設有一座側式月台及一條乘車線的小型車站，整個車站都座落於塹式路基的下凹位置。過去站內曾一度設有第二條側式月台並可進行列車交會，但在1999年時第二路軌撤除，僅殘留當初的月台基礎。
此站是陸羽東線進入山形縣境後的第一個車站，在車站入口處設有一標示牌，上面說明此地為日本兩大水系的分水嶺位置。此處以東的河流屬太平洋水系，以西則屬日本海水系。
車站四周大多是田地，國道47號（北羽前街道）大致與陸羽東線平行穿越車站附近。在距離車站步行不遠處可以見到已被列入日本重要文化財的古蹟建築封人之家（封人の家），又名「舊有路家住宅」的封人之家在過去曾是新庄領為了守護與仙台領之間的國界而設置的役人（官差）住所。元祿二年（1689年）時俳諧師（徘句詩人）松尾芭蕉曾在此留宿並寫下著名詩作，因而聞名。

## 相鄰車站
東日本旅客鐵道
■陸羽東線
中山平溫泉－堺田－赤倉溫泉

## 外部連結
- 堺田車站（JR東日本） （页面存档备份，存于）（日語）
- 封人之家介紹（最上町官方網站）

38°44′8.59″N 140°36′45.14″E / 38.7357194°N 140.6125389°E